# Joint Rzeppa

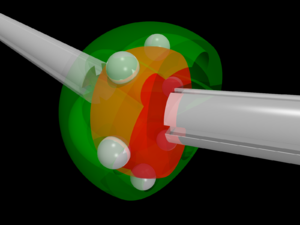
Vue 3D d'un joint de transmission homocinétique Rzeppa

Un  joint Rzeppa est un joint homocinétique particulièrement adapté à la transmission de puissance aux grands débattements.
Le joint initial conçu par Alfred H. Rzeppa en 1926 fut amélioré en 1936. La description des deux brevets de ces joints peut être trouvée dans les brevets américains n° 2 010 899 et 2 046 584.

## Utilisation
Les joints Rzeppa sont souvent utilisés dans les automobiles à traction avant, en complément des joints tripodes. Les tripodes sont montés à l'intérieur généralement près de la boîte de vitesses où le débattement ne se fait que de haut en bas, suivant les mouvements de la suspension.
À l'extrémité extérieure près de la roue, le mouvement vertical dû à la suspension se combine à la celui de la direction : le joint de Rzeppa y est généralement préféré.

## Principe de fonctionnement
L'extrémité de l'arbre d'entraînement est cannelée et s'emmanche dans le « joint externe »(partie femelle), en étant typiquement maintenue en place par un circlip. L'arbre arrive au centre d'une « rotule dentée » (partie mâle) en acier qui se loge à l'intérieur du joint externe. Le joint externe, qui a la forme d'une demi-sphère creuse, est rainuré à l'intérieur.
De grandes billes en acier, généralement au nombre de six, se logent entre les rainures du joint externe et celles de la rotule interne. Les mouvements entre les arbres d'entrée et de sortie se font donc exclusivement par roulement. Cependant, aux grands débattements, les deux rainures en vis-à-vis n'étant pas parallèles, un glissement entre billes et rainures, et donc une usure, deviennent inévitables.

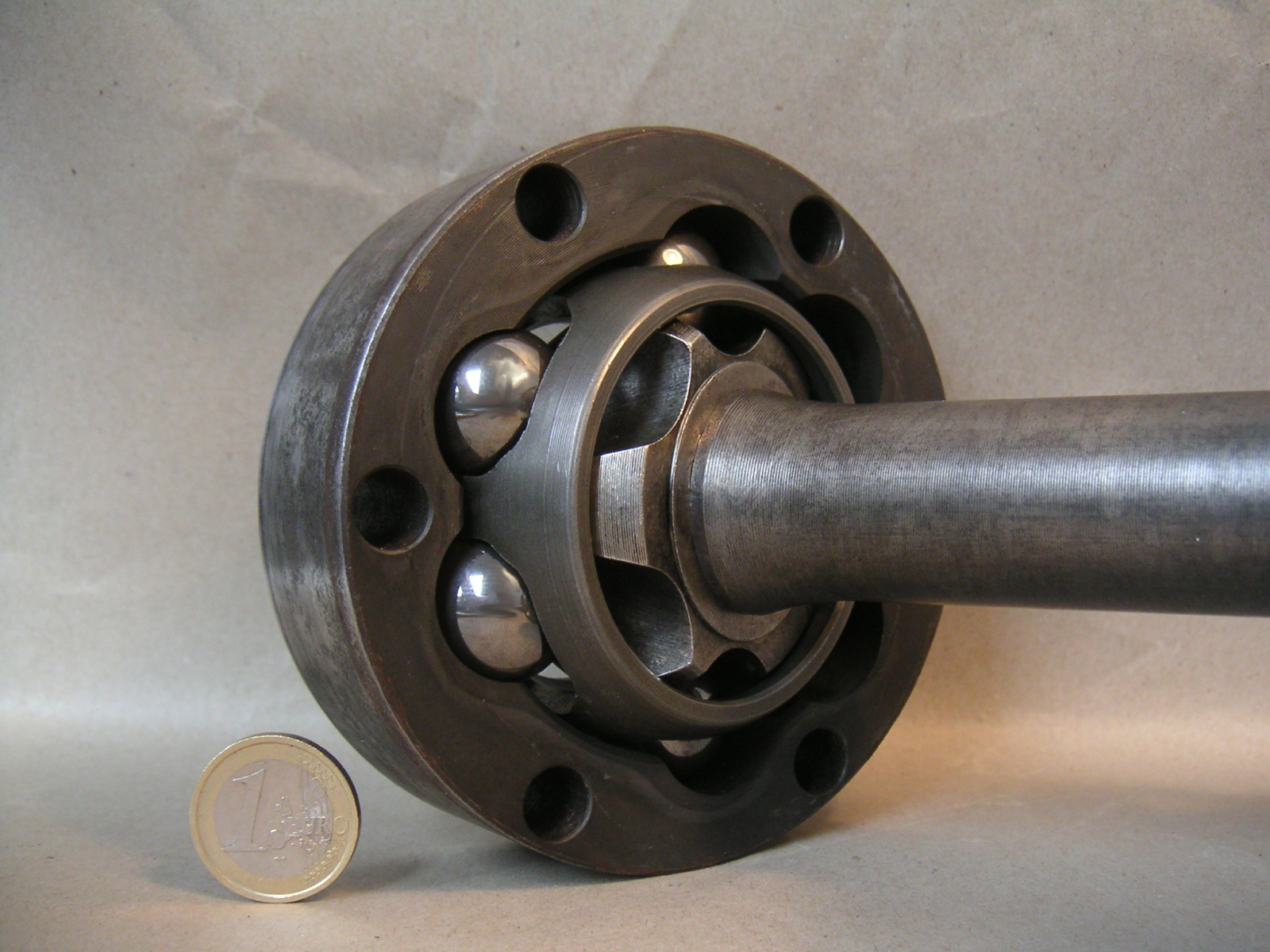
Joint Rzeppa moderne avec son arbre.
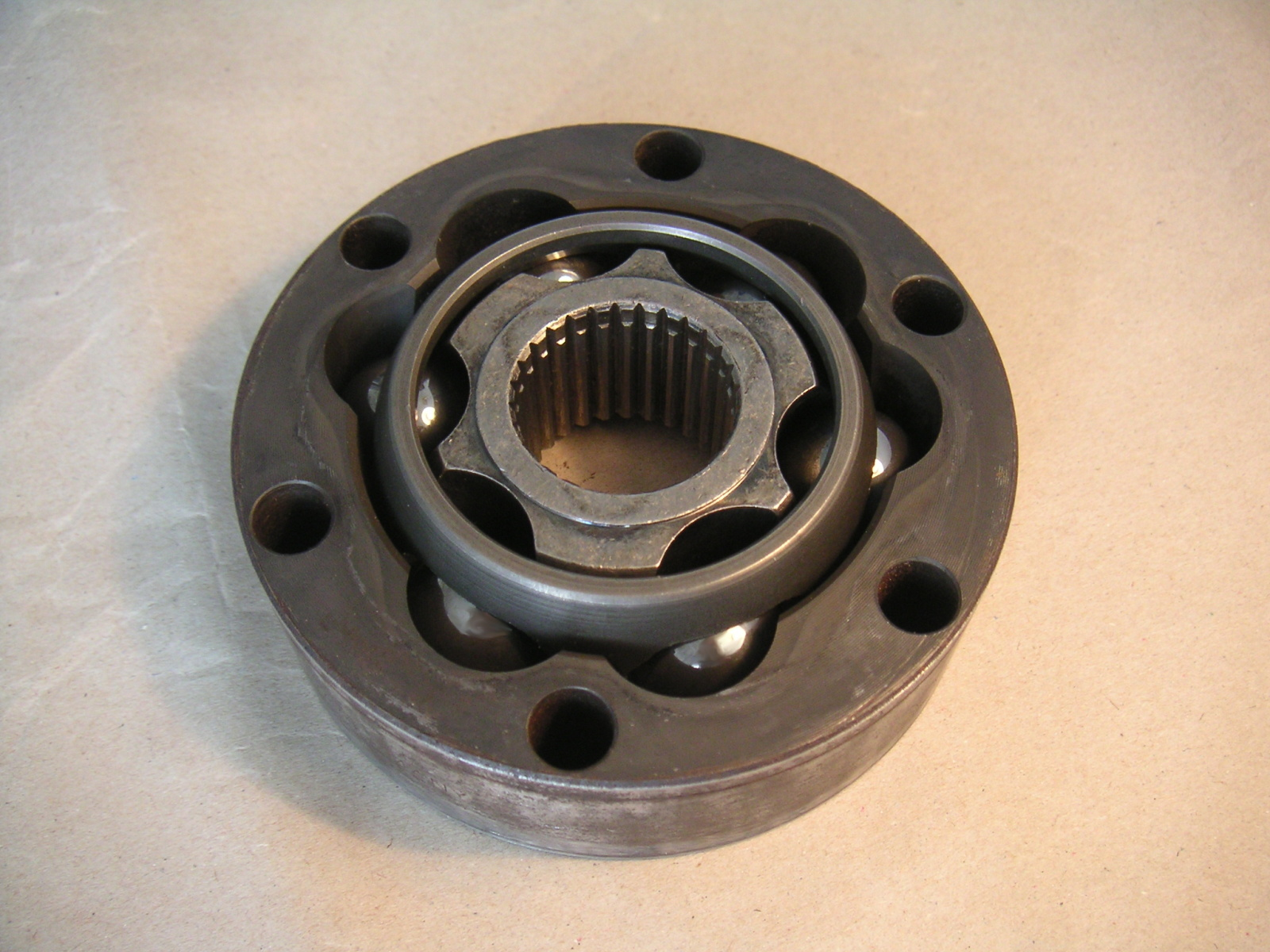
Joint Rzeppa.
Animation expliquant le principe avec un grand débattement.